# Старт (фотоапарат)
«Старт» — радянський малоформатний однооб'єктивний дзеркальний фотоапарат, що виготовлявся Красногорським механічним заводом у 1958—1964 рр. Усього виготовлено 76503 примірників.
«Старт» був фотоапаратом вищого класу, аніж моделі апаратів «Зеніт», що вироблялися в ті ж роки, і вважається однією з перших спроб створити вітчизняну професійну фотосистему. Він не набув широкого розповсюдження, оскільки мав більшу вартість, ніж інші радянські камери того ж часу (125 рублів після реформи 1961 року), а також через відсутність змінної оптики та аксесуарів. Вдосконалені моделі «Старт-2» (із вбудованим експонометром TTL) та «Старт-3» (із вбудованою в камеру автоматичною діафрагмою) серійно не виготовлялися.

## Технічні характеристики
- Тип фотоплівки — перфорована фотокіноплівка шириною 35 мм (плівка типу 135) у касетах. Замість приймальної котушки можна вставляти другу касету, що йшла в комплекті до камери. Конструкція замків задньої кришки дозволяє використовувати замість звичайних розбірні двоциліндрові касети типу Contax. Така касета являє собою два вставлених один в одного циліндри. При замиканні замка задньої кришки внутрішній циліндр повертається всередині та відкриває широку щілину. Плівка проходить крізь цю щілину, не торкаючись її країв, що дозволяє відмовитись від будь-яких бархаток.
- Розмір кадра — 24×36 мм.
- Тип затвора — механічний, шторно-щілинний із горизонтальним рухом шовкових шторок. Швидкості затвора — від 1 с до 1/1000 с (автоматичні), «B» (від руки) і довготривала (можлива лише за використання будь-якого іншого об'єктива, крім штатного). Швидкість синхронізації зі фотоспалахом — 1/25 с[3].
- Тип кріплення об'єктива — оригінальний байонет із накидною гайкою. Фотоапарат комплектувався адаптером, що дозволяв використовувати різьбові об'єктиви для фотоапаратів типу «Зеніт»[4].
- Робочий відрізок камери — 42 мм.
- Розмір поля зображення видошукача — 22×32,5 мм[3].
- Тип матового екрана — матована колективна лінза з клином Додена. Також існували змінні екрани без клина, однак поширення вони не набули й наразі мають колекційну цінність.
- Пентапризма — знімна, може замінюватися складаною шахтою. Збільшення окуляра пентапризми — 5×.
- Для синхронізації зі фотоспалахами встановлено два синхроконтакти: «Х» — для підключення електронних спалахів, та «М» — для роботи з одноразовими лампами-спалахами. Ранні версії камери мали лише графічне позначення синхроконтактів у вигляді виштампованих над ними «блискавки» та «лампи».
- Різьба штативного гнізда — 3/8".
- Задня кришка — повністю знімна, має два поворотні замки.
- Штатний об'єктив — «Гелиос-44» 2/58 мм з механізмом натискної діафрагми: при натисканні на спускову кнопку діафрагма закривається до робочого значення, що попередньо виставляється відповідним кільцем. Кнопка діафрагми розташована на оправі об'єктива перпендикулярно до передньої стінки камери та об'єднана зі спусковою кнопкою, як у фотоапаратах Exakta. Механізм має можливість відключення натискної діафрагми: при повертанні спускової кнопки на об'єктиві проти годинникової стрілки діафрагма встановлюється на робоче значення. Кнопка має конічну різьбу для спускового тросика, який через велике навантаження на спуск мав подвійні упори для пальців.
- Маса з об'єктивом «Гелиос-44», пентапризмою, касетами й футляром — 1300 г.
- Передбачений вбудований різак для відрізання відзнятої частини плівки й механічний автоспуск.
- Дзеркало опускається лише при зведенні затвора.
- Камера має функцію попереднього підйому дзеркала при натисканні кнопки, що також запускає автоспуск.
- Для камери розроблено спеціальну турель для встановлення трьох змінних об'єктивів, що дозволяло прискорити зміну оптики. Серійно ніколи не виготовлялася.

|                              |                                |                                   |
| «Старт» зі знятим об'єктивом | «Старт» зі знятою пентапризмою | «Старт» зі знятою задньою кришкою |